# Dirty Looks
I Dirty Looks furono un gruppo heavy metal formato a Erie, Pennsylvania nel 1984.

## Storia
I Dirty Looks vennero originariamente formati dal cantante danese Henrik Ostergaard a San Francisco nel 1984 prima di ricollocarsi a Erie, Pennsylvania, incontrando il bassista Jack Pyers. Arruolando il batterista Gene Barnett a Baltimora ed il chitarrista Paul Lidel a Rochester, la band incise il primo mini-album nel 1983. Seguì la pubblicazione del primo full-length, l'omonimo Dirty Looks, che venne pubblicato nel 1984 per la Sticky Records, e l'anno successivo ripubblicato per l'etichetta francese Axe Killer Records.
Passarono diversi anni prima che il gruppo venisse notato da una major label. Dopo aver pubblicato i dischi I Want More (1986) e Inyourface (1987) per piccole etichette indipendenti, i Dirty Looks vennero messi sotto contratto dalla Atlantic Records che pagò 50.000 dollari come compenso alla loro precedente etichetta Mirror Records, per aggiudicarsi la band.
Per l'incisione del lavoro successivo, venne ingaggiato il produttore Max Norman. Verrà così pubblicato nel 1987 il disco Cool From The Wire. Nel disco vennero ri-registrate quattro tracce incluse nel precedente Inyourface, ovvero "Can't Take My Eyes Off Of You", "Tokyo", "Put A Spell On You" e "Oh Ruby".
A seguito del grande successo ottenuto dal debutto per la major, la band tornò presto in studio per la pubblicazione di un altro disco. L'anno successivo venne così pubblicato Turn Of The Screw sotto la produzione di John Jansen, che confermò la crescente popolarità del quartetto. Dal disco venne estratta la hit Nobody Rides For Free, della quale venne girato anche un video. Nonostante gli apprezzamenti ricevuti e la popolarità ottenuta con i costanti tour in giro per gli States, i Dirty Looks vennero criticati dai media per essere spesso comparati agli AC/DC. Ciò contribuì allo scioglimento del contratto da parte della Atlantic.
La band si riformò nel 1991 pubblicando una raccolta di inediti intitolata Bootlegs che venne realizzata per la Shrapnel Records. Il contratto con l'etichetta ebbe breve durata ma presto firmarono un contratto con la Rockworld Records nel 1992. Lo stesso anno viene pubblicato il disco Five Easy Pieces prodotto nuovamente da Max Norman. Il contratto di quattro album con l'etichetta includeva una parte della distribuzione dalla Sony Music.
Barnett abbandonò la band per raggiungere i Lillian Axe. Anche Lidel venne allontanato e raggiunse i Dangerous Toys nel 1992, apparendo nel loro album Pissed (1994). Successivamente Lidel fece parte dei Broken Teeth, band fondata dal frontman dei Dangerous Toys Jason McMaster.
Ostergaard fondò una band parallela chiamata Rumbledog, ed il disco di debutto venne pubblicato nel 1993. In effetti questo si rivelò come un progetto solista dove Ostergaard venne accompagnato da diversi musicisti. Tra questi parteciparono Paul Monroe degli XYZ, Robbin Crosby dei Ratt e cinque membri dei Dirty Looks, ovvero Cary Devore, Jim Harris, Paul Lidel, Brian Perry e Dave Naro. Il disco conteneva anche un paio di tracce meno conosciute di alcuni album dei Dirty Looks.
Il 1994 fu un anno molto impegnativo per la band che pubblicò due album per la Rockworld. Max Norman diede una mano nel mixaggio del disco Chewing On The Bit e lo stesso anno venne pubblicato One Bad Leg prima che Ostergaard decidesse di pubblicare un altro disco a nome dei Rubledog. Intitolato The Drowning Pool, questo venne pubblicato anche per la Mirror Record La  formazione del progetto era composta dai chitarristi Mike Ondersek e Mike Smith, il bassista Jassen Wilber ed il batterista Ron Sutton. Le sonorità del disco erano chiaramente indirizzate sul grunge e alternative rock.
Il 1996 si presentò come un anno altrettanto impegnativo: vennero nuovamente pubblicati due album in un solo anno, ovvero Slave to The Machine seguito da Rip It Out. Quest'ultimo venne distribuito dalla loro vecchia etichetta Mirror Records.
Il 27 gennaio 2011 è morto per cause definite "naturali" il cantante Henrik Ostergaard, all'età di 47 anni .

## Formazione

### Formazione attuale
- Henrik Ostergaard - voce, chitarra
- Scott Parmenter - chitarra
- Greg Pianka - basso
- Bill Dailey - batteria

### Ex componenti
- Paul Lidel - chitarra (Dangerous Toys)
- Jack Pyers - basso
- Gene Barnett - batteria
- Keith Barrows - basso
- Charlie George - batteria
- Steve McConneld - batteria
- Brian Perry - basso
- Jim Harris - batteria
- Cary Devore - batteria
- Mario Rigano - chitarra
- A.D. Adams - batteria
- Nicky Kay - chitarra
- Idzi - basso
- John Allen - batteria
- Jassen Wilber - basso
- Ron Sutton - batteria

## Discografia

### Album in studio
- 1984 - Dirty Looks
- 1986 - I Want More
- 1987 - Inyourface
- 1988 - Cool From The Wire
- 1989 - Turn Of The Screw
- 1992 - Five Easy Pieces
- 1994 - Chewing On The Bit
- 1994 - One Bad Leg
- 1996 - Rip It Out!
- 1996 - Slave To The Machine
- 2007 - Gasoline
- 2008 - Superdeluxe
- 2008 - California Free Ride
- 2010 - I.C.U.

### Live
- 2005 - Live in San Diego

### Raccolte
- 1991 - Bootlegs
- 2009 - The Worst of Dirty Looks